# Каролінські острови

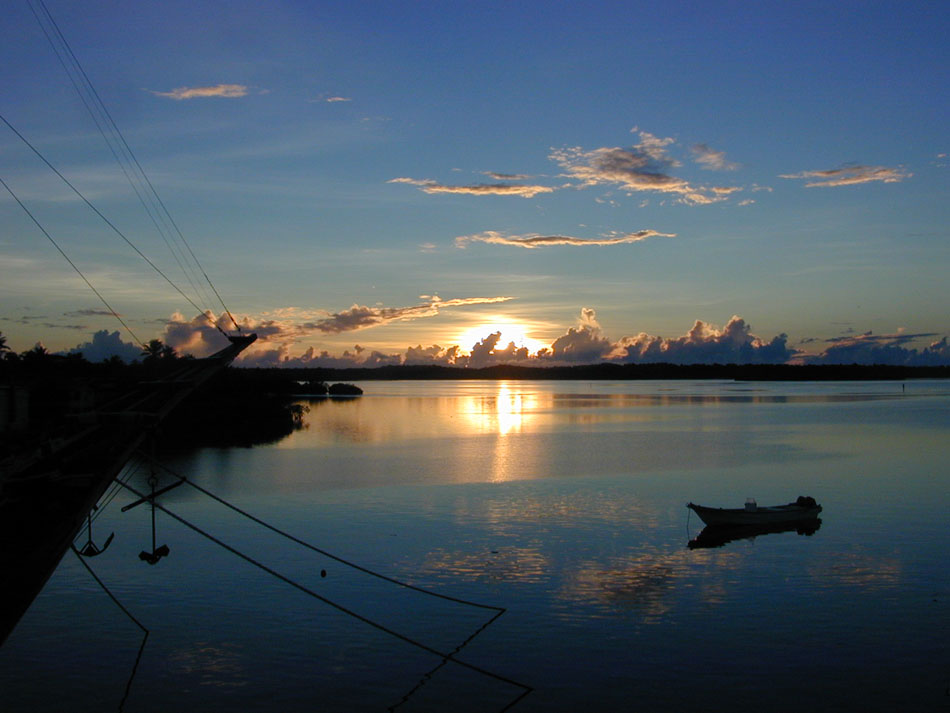
о. Яп в складі Каролінських островів

Каролі́нські острови́ (англ. Caroline Islands, ісп. Carolinas Islas; названі за іменем іспанського короля Карла II) — архіпелаг в західній частині Тихого океану, в Мікронезії. Після здобуття незалежності від США на островах архіпелагу утворилися дві держави: Федеративні Штати Мікронезії та Палау.

## Географія
Архіпелаг складається з 936 окремих або зібраних в групи вулканічних островів і атолів, розташованих між 1-10° з. ш. і 131—163° c. д. Площа суходолу близько 1320 км². Великі групи і острови: Палау (острови Бабелтуап, 391 км²), Яп (100 км²) — західна група; острови Сенявіна (Понпеї, 334 км²), Чуук (Трук) (100 км²), Косрае (Кусайє) (110 км²) — східна група.
Всі великі острови вулканічного походження (висота до 791 м), оточені кораловими рифами. Острови західньої групи відносяться до системи острівних дуг — на них відбувається повільний стійкий підйом; острови східної групи сформовані на океанському дні. Існують родовища фосфатів органічного походження.
Клімат екваторіальний та субекваторіальний. Кількість опадів від 2250 мм до 3000-4500 і 6000 мм на рік (у горах острова Косрае).
Каролінські острови є областю виникнення тайфунів (в середньому 25 на рік). Тайфуни трапляються у всі часи року (частіше — в період з липня по листопад, найчастіше у вересні).
На вулканічних островах є вічнозелені тропічні ліси з панданусів. На схилах гір — вологі вічнозелені ліси з деревоподібними папоротями; бамбук утворює їхню верхню межу; на посушливих схилах — савани; на коралових островах переважають кокосова пальма і панданус.
Основне населення Каролінських островів — невеличкі етнічні групи мікронезійців, які розмовляють різними мовами малайсько-полінезійської сім'ї. Загальна чисельність — 67 тисяч осіб (1969 р., оцінка). Найбільші з них (оцінка за станом на 1969 р.) — трукці (26 тис. чол., на островах Трук, Номой та ін.), понпейці (15 тис. чол., на островах Понпеї, Пінгелап та ін.), палаусці (12 тис. чол., на острові Палау). Більшість острів'ян християни (католики і протестанти). Офіційна мова англійська. Населення займається землеробством (кокосова пальма, цукровий очерет, таро батат), рибальством, скотарством.

## Історія
Перший контакт эвропейських дослідників з Каролінськими островами відбувся в 1525 році, коли літній шторм відніс португальських мореплавців Діого да Роша і Гомеса де Секейра на схід від Молуккських островів (через Селебес). Зрештою вони досягли кількох Каролінських островів і залишилися там на кілька місяців до 20 січня 1526 року.
Незабаром після цього, 22 серпня 1526 року, іспанські дослідники Торібіо Алонсо де Салазар і Дієго де Сааведра прибули в цей район і зафіксували спостереження острова Сан-Бартоломе (Таонгуї). Приблизно через 8 місяців, 1 січня 1528 року, дослідник Альваро де Сааведра Серон заявив про володіння островами Уліті від імені короля Іспанії. Іспанські дослідники знову відвідали архіпелаг у 1542 (острови Мателот), 1543 і 1545 роках. У 1565 році острови ненадовго відвідав перший генерал-губернатор Філіппін Мігель Лопес де Легаспі (перебував на посаді з 1565 по 1572 рік).
Відтак європейці не відвідували острови до 1686 року, коли на Яп прибув Франсіско де Лескано. Він назвав острови Лас-Каролінас на честь короля Іспанії Карла II. Пізніше ця назва була поширена також на острови Палау та архіпелаги, які британські дослідники, відвідавши їх століттям пізніше (між 1788 і 1799 роками), назвали островами Гілберта та Маршалловими островами (сьогодні іспанці називають Каролінські острови Islas de las Hermanas, Hombres Pintados і Los Jardines).
Іспанський королівський указ, виданий 19 жовтня 1707 р., дозволив іспанським місіонерам здійснити кілька експедицій на Каролінські острови. Однак у 1731 році один такий місіонер, Хуан Антоніо Кантова, був убитий. В результаті Іспанія припинила відносини з Каролінськими островами. Коли вони відновили відносини в 1787 році, вони зосередилися на торгівлі та комерції.
Після іспано-американської війни 1898 року Іспанія продала Кароліни та Північні Маріанські острови Німецькій імперії за німецько-іспанським договором (1899) за 25 мільйонів песет (еквівалент 17 мільйонів золотих марок або майже один мільйон фунтів стерлінгів), залишаючи за собою право заснувати вугільну шахту в цьому районі. Німеччина управляла архіпелагом як Каролінен і адміністративно пов'язувала його з Німецькою Новою Гвінеєю.

## Цікавинки
У 1876 р. Миклухо-Маклай побував на островах Адміралтейства й на одному з Каролінських островів. Тут він звернув увагу на місцеві гроші, які називалися «фе». Вони являли собою «монети» у вигляді грубо обтесаних кам'яних дисків з отвором у центрі й важили до декількох тонн. Цікаво, що ці кам'яні «гроші» мають обмежене ходіння на острові Яп дотепер.
(Дослідження Австралії та Океанії. Микола Миклухо-Маклай // Всеукраїнська електронна енциклопедія [Архівовано 7 листопада 2016 у Wayback Machine.])